# Shirokuma Cafe
Shirokuma Cafe (しろくまカフェ, Shirokuma Kafe, lit. Cafè de l'Ós Polar) és un manga japonès d'Aloha Higa. Gira entorn de la vida quotidiana d'un grup d'animals barrejats amb els humans en una cafeteria a càrrec d'un os polar. Una adaptació a anime per Studio Pierrot va començar a emetre's al Japó el 5 d'abril de 2012.

## Personatges

### Personatges principals
Ós polar (シロクマ, Shirokuma)
Doblat per: Takahiro Sakurai
Un ós polar que dirigeix el Cafè de l'os polar, el qual és popular entre els éssers humans i els animals. Té el costum de fer mals jocs de paraules amb els seus clients i amics, només per la diversió d'escoltar les seves rèpliques.
Panda (パンダ)
Doblat per: Jun Fukuyama
Un ós panda mandrós i de bon cor que treballa a temps parcial en un zoològic. Li agrada dropejar i menjar bambú i només demana cafè gelat a la cafeteria de l'os polar fins que aquest agrega al menú bambú només per ell. Està obsessionat amb tots els productes panda i té tendència a destacar la seva popularitat en el zoològic i la seva simpatia pròpia.
Pingüí (ペンギン, Pengin)
Doblat per: Hiroshi Kamiya
Un pingüí emperador, client habitual de la cafeteria i amic de l'os polar que en general li demana un cafè moca. Ell està enamorat d'una altra pingüina anomenada Penko, i, finalment, en assabentar-se que Penko té altres sis germanes idèntiques a ella, ell acaba sortint amb totes elles en confondre's i convidar-les a sortir a cadascuna d'elles pensant que eren la mateixa Penko.
Sasako (笹子)
Una noia humana que treballa al Cafè de l'os polar. Abans vivia al mateix poble que la llama i el seu hobby és anar en bicicleta. Encara que no li agraden les històries de terror, és bona explicant-ne, fins i tot fent que en Mr. Handa es desmaiés en escoltar-les.

### Altres animals
Grizzly (グリズリー, Gurizurī)
Un os grizzly que és un amic de la infància de l'os polar. Té un bar al mig del poble anomenat "BAR THE GRIZZLY" i té una personalitat ferotge encara que a vegades mostra un costat tou. També fa de tsukkomi a l'os polar i el panda tal com ho fa el pingüí, una característica que els porta a fer-se bons amics. Hiberna durant l'hivern però és constantment despertat per l'os polar.

## Adaptacions

### Manga
El manga original d'Aloha Higa va començar a publicar-se en la revista Flowers de Shogakukan en 2006. Quatre volums tankōbon han estat publicats fins al moment. El manga es va prendre un descans entre maig i juliol de 2012, citant la falta de comunicació relativa a l'adaptació a l'anime.

### Animi
Una adaptació a l'anime per Studio Pierrot de 50 capítols va començar a emetre's al Japó el 5 d'abril de 2012.

#### Música
Opening (tema d'obertura)
1. ""Boku ni Invitation" (ボクにインビテーション, Boku ni Inbitēshon, "Invitación para mí")" (,, "Invitació per a mi") interpreta per JP (eps 1-26)
2. "Rough & Laugh" by Clammbon (eps 27 - 38)
3. "You & Em" by Saki and Rie fu (eps 39 -)

Ending (tema final)
1. "Bamboo☆Scramble" interpreta per Jun Fukuyama com a Colla (eps 1-5)
2. ""Grizzly-san no G☆ROCK" (グリズリーさんのG☆ROCK, Gurizurī-san no Jī Rokku, "G☆ROCK del Sr. Grizzly")" (,, "G☆ROCK del Sr. Grizzly") interpreta per Iūichi Nakamura com Grizzly (eps 6-9)
3. ""Mizuiro" (みずいろ, "Blau cel")" (, "Mizuiro"? "") interpreta per Institutriu Endo com Sasako (eps 10-13)
4. "ZOOtto, ne♪" (ZOOっと、ね♪, Zūtto, ne?, "Sempre") interpreta per Katsuyuki Konishi com el Panda de temps complet (eps 14-17)
5. ""Michinoku Shiiku Blues" (みちのく飼育ブルース, Michinoku Shiiku Burūsu, "Michinoku Raising Blues")" (, seu?, "Michinoku Raising Blues") interpreta per Wataru Hatano com Handa (eps 18-22)
6. "Zokkon! Penko-sant" (ぞっこん！ペン子さん, "Zokkon! Penko-sant"? "Estic bojament enamorat de la Sra. Penko!") interpreta per Hiroshi Kamiya com a Pingüí (eps 23-26)
7. ""Kimama ni Panda-Mama" (気ままにパンダママ, "La indulgent Panda-Mama")" (, "Kimama ni Panda-Mama"? "") interpreta per Toshiyuki Morikawa com a Panda-Mama (eps 27 - 30)